# Delta Machine
Delta Machine é o décimo terceiro álbum de estúdio da banda inglesa de música eletrônica Depeche Mode, lançado em 22 de março de 2013, pela Columbia Records e Mute Records. Gravado em 2012 em Santa Barbara, Califórnia e Nova Iorque, o álbum foi produzido por Ben Hillier e mixado por Flood. A edição deluxe também foi lançada, contendo um disco bônus com quatro faixas bônus, bem como um livro de capa dura com 28 páginas, incluindo fotos de Anton Corbijn.
"Heaven" foi lançado digitalmente como primeiro single do álbum em 31 de janeiro de 2013, antes de seu lançamento físico em 5 de fevereiro nos Estados Unidos e em 18 de março no Reino Unido. O segundo single do álbum, "Soothe My Soul", que estreou em 15 de Março 2013 no programa matutino da BBC, Radio 6, foi lançado em 10 de maio de 2013.

## Lista de faixas
Todas as faixas escritas e compostas por Martin L. Gore, exceto onde notado. 
| Edição standard |                        |                         |         |  |
| N.º             | Título                 | Compositor(es)          | Duração |  |
| 1.              | "Welcome to My World"  |                         | 4:56    |  |
| 2.              | "Angel"                |                         | 3:57    |  |
| 3.              | "Heaven"               |                         | 4:03    |  |
| 4.              | "Secret to the End"    | Dave Gahan, Kurt Uenala | 5:12    |  |
| 5.              | "My Little Universe"   |                         | 4:24    |  |
| 6.              | "Slow"                 |                         | 3:45    |  |
| 7.              | "Broken"               | Gahan, Uenala           | 3:58    |  |
| 8.              | "The Child Inside"     |                         | 4:16    |  |
| 9.              | "Soft Touch/Raw Nerve" |                         | 3:26    |  |
| 10.             | "Should Be Higher"     | Gahan, Uenala           | 5:04    |  |
| 11.             | "Alone"                |                         | 4:29    |  |
| 12.             | "Soothe My Soul"       |                         | 5:22    |  |
| 13.             | "Goodbye"              |                         | 5:03    |  |
| Duração total:  | Duração total:         | Duração total:          | 57:55   |  |

| Disco bônus da edição deluxe |                        |                            |         |  |
| N.º                          | Título                 | Compositor(es)             | Duração |  |
| 1.                           | "Long Time Lie"        | Dave Gahan, Martin L. Gore | 4:25    |  |
| 2.                           | "Happens All the Time" | Gahan, Uenala              | 4:20    |  |
| 3.                           | "Always"               |                            | 5:07    |  |
| 4.                           | "All That's Mine"      | Gahan, Uenala              | 3:23    |  |
| Duração total:               | Duração total:         | Duração total:             | 17:15   |  |

| Faixa bônus da edição deluxe do iTunes |                                |         |  |
| N.º                                    | Título                         | Duração |  |
| 18.                                    | "Heaven (Live Studio Session)" | 3:52    |  |